# Трендафил
Трендафилът (Rosa multiflora) е вид роза, известна още под наименованието японска роза. Родината ѝ е Източна Азия, Китай, Япония и Корея.

## Описание
Трендафилът е многогодишен храст, цъфтящ на гроздове от май до октомври в бяло, розово, червено, лилаво, жълто и пурпурно. Има пълзящи стебла с остри закривени тръни и достига височина от 5 метра. Листата са сложноцветни, дълги 5 – 10 cm, разположени едно срещу друго на стеблото, тъмно зелени отгоре и бледи отдолу. Цветовете на растението са с по 5 венчелистчета и множество жълти тичинки, с приятно ухание. Те са хермафродити и се опрашват от пчелите. Плодчетата му, узряват през септември и са издръжливи на зимния студ, те са червени на цвят и приличат на тези на шипката.

## Употреба
Rosa Multiflora се отглежда като декоративно растение. Използва се и като подложка за присаждане на други декоративни сортове роза.
В Северна Америка видът се счита за инвазивен вид, въпреки че е внесен целенасочено като средство за опазване на почвата, като естествен плет на границата на пасищата и за привличане на диви животни. На някои места трендафилът е категоризиран дори като плевел, въпреки че е отлична храна за кози.

## Галерия
- Цяло растение
- Сноп клонки
- Шума
- Цвят отблизо
- Плодове
- Хибрид с червени цветове

## Трендафилът в българския фолклор
Трендафилът, като местно цвете, намира място в народното творчество и автори от България. Сред най-известните, от които, са:
- „Хубавото момиче, на устните на което цъфвал трендафил“ – приказка на Елин Пелин[5]
- „Речи чекръче!“ – народна приказка[6]
- „Детенце да погледа лазарки“ – народна песен[7]

В Добринище, на Гергьовден се изпълнява българската традиция „Топене на китки“. От предишната вечер младите моми топят своите китки във вода и ги оставят да пренощуват под цъфнал трендафил. На Гергьовден от ранни зори жителите на Добринище пръскат къщите си с тези китки за берекет и благополучие на цялото семейство.